# Carlos Lucas
Carlos Lucas Manríquez (ur. 4 czerwca 1930 w Villarrica, zm. 19 kwietnia 2022 tamże) – chilijski bokser kategorii półciężkiej.
Brązowy medalista letnich igrzysk olimpijskich w Melbourne. W 1959 roku w Chicago zdobył brązowy medal na igrzyskach panamerykańskich.